# Грабовский сельский совет (Краснопольский район)
Грабовский сельский совет (укр. Грабовська сільська рада) — входит в состав
Краснопольского района
Сумской области
Украины.
Административный центр сельского совета находится в 
с. Грабовское
.

## Населённые пункты совета
- с. Грабовское
- с. Высокое